# Wilderness (filme)
Wilderness (Brasil: Os Selvagens / Portugal: Ilha Selvagem) é um filme independente slasher da Irlanda feito em coprodução com o Reino Unido.

## Sinopse
Após o suicídio de um dos presos em uma instituição britânica para jovens infratores, um grupo de adolescentes autores da infração, junto com um agente penitenciário, são enviados para uma ilha remota, anteriormente utilizada como uma área para terino do Exército Britânico, mas agora servindo como uma área de prisão. Eles logo descobrem que não estão sozinhos na ilha quando alguns membros do grupo se deparam com um local de acampamento com jovens infratores do sexo feminino e o funcionário da prisão. A história se desenvolve em um conto de traição e vingança. Assassinatos estranhos começam a ocorrer e os meninos, eventualmente, percebem que eles estão sendo perseguidos pelo pai do menino que se matou, um soldado das forças especiais. Um por um, os adolescentes e seus supervisores são apanhados, quer pelo pai, seus cães ou por outros.

## Elenco
- Sean Pertwee ... Jed
- Alex Reid ... Louise
- Toby Kebbell ... Callum
- Stephen Wight ... Steve
- Luke Neal ... Lewis
- Ben McKay ... Lindsay
- Lenora Crichlow ... Mandy
- Karly Greene ... Jo
- Adam Deacon ... Blue
- Richie Campbell ... Jethro
- Stephen Don ... pai de Dave
- John Travers ... Dave

## Recepção
No Rotten Tomatoes o filme foi recebido com revisões geralmente desfavoráveis, alcançando uma pontuação de 29%.